# Cross Racing Championship 2005
Cross Racing Championship 2005, conosciuto anche come CRC Cross Racing Championship 2005, CRC Cross Racing Championship 2005 Extreme e, dopo l'uscita su Steam, come Cross Racing Championship Extreme, è un videogioco di corse sviluppato da Invictus Games e pubblicato da Take 2 Interactive nel 2005 per PC.

## Modalità di gioco
Cross Racing Championship 2005 offre libertà assoluta al giocatore attraverso varie modalità: vi è la modalità carriera, il cuore pulsante del gioco, dove il giocatore comincerà a gareggiare in auto poco potenti e circuiti fangosi per arrivare a padroneggiare veicoli molto più potenti su veri tracciati. Essa è composta da 65 eventi che il giocatore dovrà affrontare per sbloccare auto, tracciati e potenziamenti anche per le altre modalità di gioco; la modalità hot seat, invece, permette a un gruppo di giocatori di tentare a turno di battere un record su un circuito; la modalità multigiocatore si divide tra online (sebbene i server del gioco siano chiusi ormai) e LAN, grazie alla quale si potranno fare party sulla medesima rete internet; e infine la modalità gioco libero che permette al giocatore di impostare la propria gara, o cercare di battere un fantasma per migliorare il proprio tempo, o ancora di girare liberamente attraverso le mappe di gioco per scoprire posti che non sono normalmente accessibili durante le gare.
I veicoli son tutti danneggiabili nei minimi dettagli e ciò influisce anche sull'esito della gara.

## Contenuti

### Auto
Nel gioco ci sono otto veicoli con nomi differenti da quelli reali per motivi di licenze:
- Corus (Ford Focus/Ford Ka/Opel Corsa)
- Quadro AD (Audi Quattro)
- Pickup (Ford Ranger)
- Scheforn (Porsche 911)
- C-Racer 4x4 (Mitsubishi Pajero Dakar)
- T8 Classic (Donkervoort D8 GTO)
- Revo GT (BMW E36)
- Buggy

Il gioco viene tuttavia continuamente supportato da nuove mod che introducono nuovi veicoli

### Tracciati
I tracciati prendono posto in 6 diverse nazioni:
- Regno Unito (caratterizzato da un mix di strade asfaltate e sterrate in un sobborgo con paesaggio autunnale
- Ungheria (tipico circuito da Rally Cross che mixa fango, terra e asfalto per brevi sezioni)
- Stati Uniti (spiagge assolate come quelle Californiane
- Germania (un vero autodromo sulla falsariga del Nürburgring o dell'Hockeneimring
- Francia (caratterizzata da una lunga serpentina in mezzo alle montagne fino a un paese a valle)
- Finlandia (tracciati difficili sotto la neve e sul ghiaccio)

Vi sono poi delle arene, accessibili solo in modalità multigiocatore, in cui si possono scoprire ulteriori paesaggi all'interno delle stesse 6 ambientazioni, normalmente non accessibili in nessun'altra modalità.